# Szent Patrik-székesegyház (Dublin)
A dublini Szent Patrik-székesegyház (St Patrick's Cathedral) a legenda szerint ott épült, ahol Szt. Patrik a Poddle-patak partján megkeresztelte a dubliniakat. Jelenlegi formáját a „túllelkesült” (historizáló-romantikus) 1864-es restaurációnak köszönheti.

## Ismertetése
Dublin büszkesége a középkori városfalakon kívülre szorult. Az 5. századi kőtemplom helyére 1190 és 1225 között építettek angliai, kicsit komor normann-gót stílusban kőépületet. 1649-ben Cromwell katonái istállóként használták az épületet, majd alig negyven évvel később, a hagyomány legalábbis így tudja, a boyne-i csata után Orániai Vilmos itt mondatott hálaadó misét afeletti örömében, hogy könnyűszerrel legyőzte a katolikus II. Jakab angol király seregeit. Ennek és más későbbi háborúknak az emlékét őrzik a falakon elhelyezett zászlók – a legrégebbiek közülük a Boyne folyó melletti ütközetben angol harci lobogókként szolgáltak. A katedrális bejáratától jobbra, a padlóba helyezett díszes réztáblák jelzik Jonathan Swift és szerelme, Esther Johnson ("Stella") sírhelyét. Swift 1713-tól 1745-ig volt a templom esperese. A katedrális ma az írországi anglikán egyház (Church of Ireland) két főtemplomának egyike.